# Новые Кацуры (Петриковский район)
 Новые Кацуры (бел. Новыя Кацуры) — деревня в Мышанском сельсовете Петриковского района Гомельской области Беларуси.

## География

### Расположение
В 45 км на восток от Петрикова, 4 км от железнодорожной станции Мышанка (на линии Лунинец — Калинковичи), 165 км от Гомеля.

### Гидрография
На западной окраине канава Плесецкая.

## Транспортная сеть
Транспортные связи по просёлочной, затем автомобильной дороге Лунинец — Калинковичи. Планировка состоит из прямолинейной, близкой к меридиональной ориентации улицы. Застройка деревянная усадебного типа.

## История
Основана в начале 1920-х годов переселенцами из деревни Кацуры на бывших помещичьих землях. В 1931 году организован колхоз. Во время Великой Отечественной войны 22 жителя погибли на фронте. Согласно переписи 1959 года в составе совхоза «Мышанка» (центр — деревня Мышанка).

## Население

### Численность
- 2004 год — 58 хозяйств, 85 жителей.

### Динамика
- 1959 год — 310 жителей (согласно переписи).
- 2004 год — 58 хозяйств, 85 жителей.